# Clefs
Clefs é uma ex-comuna francesa na região administrativa da Pays de la Loire, no departamento de Maine-et-Loire. Estendeu-se por uma área de 25,92 km². Em 2010 a comuna tinha 979 habitantes (densidade: 37,8 hab./km²).
Em 1 de janeiro de 2013 foi fundida com a comuna de Vaulandry para a criação da nova comuna de Clefs-Val d'Anjou.